# Sumire。
「sumire。」（すみれ）は、ハジ→の5枚目のメジャーシングル。発売元はEMI Records。

## 解説
- 前作『卒業サヨナラ。』から約4ヶ月ぶりのシングル。
- 初回限定盤には「sumire。」のMUSIC VIDEOを収録したDVDが付属される。

## 収録曲
1. sumire。
  - 作詞：ハジ→・渋川諒 作曲：ハジ→・re:sign（youth of generation）

デビュー前から存在していた楽曲。
2. 迷子。
  - 作詞・作曲：ハジ→
3. サマ→ズラバ→。(★STAR GUiTAR REMIX)
  - 作詞・作曲：ハジ→

インディーズ2ndミニアルバム「ハジバム2。」収録曲のリミックス。
4. sumire。(Instrumental)